# Manipur
Manipur (Meitei মনিপুর, ꯃꯅꯤꯄꯨꯔ) ist ein indischer Bundesstaat mit einer Fläche von 22.327 km² und 2,7 Millionen Einwohnern (Volkszählung 2011). Die Hauptstadt Manipurs ist Imphal. Hauptsprachen sind die Amtssprachen Meitei (Manipuri) und Englisch.

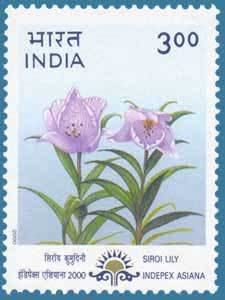
Siroi Lily (Lilium mackliniae) Ist Staatsblume von Manipur

Mit einem Wert von 0,706 erreicht Manipur 2015 den 5. Platz unter den 29 Bundesstaaten Indiens im Index der menschlichen Entwicklung.

## Geografie
Manipur liegt im Nordosten Indiens an der Grenze zu Myanmar (vormals Burma). Der Bundesstaat gehört zu den sogenannten sieben Schwesterstaaten Nordostindiens, die nur durch einen schmalen Landkorridor mit dem Rest des Landes verbunden sind. Nachbarbundesstaaten Manipurs sind Nagaland im Norden, Assam im Westen und Mizoram im Süden. Im Osten liegt die Staatsgrenze zu Myanmar. Mit einer Fläche von 22.327 Quadratkilometern (etwas mehr als das deutsche Bundesland Hessen) gehört Manipur zu den kleineren Bundesstaaten Indiens.
Die Topografie ist geprägt von einem Gegensatz zwischen der zentralen Talregion und der umgebenden Bergregion. Im Zentrum Manipurs liegt das Imphal- oder Manipur-Tal mit der Hauptstadt Imphal. Das rund 2000 Quadratkilometer große Tal hat eine annähernd ovale Form und liegt auf durchschnittlich 790 Metern über dem Meeresspiegel. Das Imphal-Tal wird zu allen Seiten von Bergen umgeben. Die Bergketten des Patkai-Gebirges verlaufen überwiegend in Nord-Süd-Richtung und erreichen im Nordosten Höhen von über 3000 Metern. Der höchste Berg ist der Khayang Peak mit 3114 Metern über dem Meeresspiegel. Um Jiribam im äußersten Westen an der Grenze zu Assam hat Manipur ferner Anteil an der Tiefebene des Barak-Tals. Mehrere Flüsse entwässern Manipur: der Nam Kathe fließt zum Chindwin ab, einem Nebenfluss des Irawadi; der Barak wird in Bangladesch zum Meghna.
An Mineralien findet man geringwertige Kohle und Eisenerze; Salz wird aus heißen Solequellen gewonnen. Elefanten, Tiger, Leoparden, Bären, Hirsche, Büffel, Affen und Riesenschlangen sind in Manipur heimisch.
Das Klima ist auf Grund der Höhenlage gemäßigt.

## Bevölkerung

### Demografie
| Jahr | Bevölkerung |
| ---- | ----------- |
| 1901 | 284.465     |
| 1911 | 346.222     |
| 1921 | 384.016     |
| 1931 | 445.606     |
| 1941 | 512.069     |
| 1951 | 577.635     |
| 1961 | 780.037     |
| 1971 | 1.072.753   |
| 1981 | 1.420.953   |
| 1991 | 1.837.149   |
| 2001 | 2.293.896   |
| 2011 | 2.855.794   |

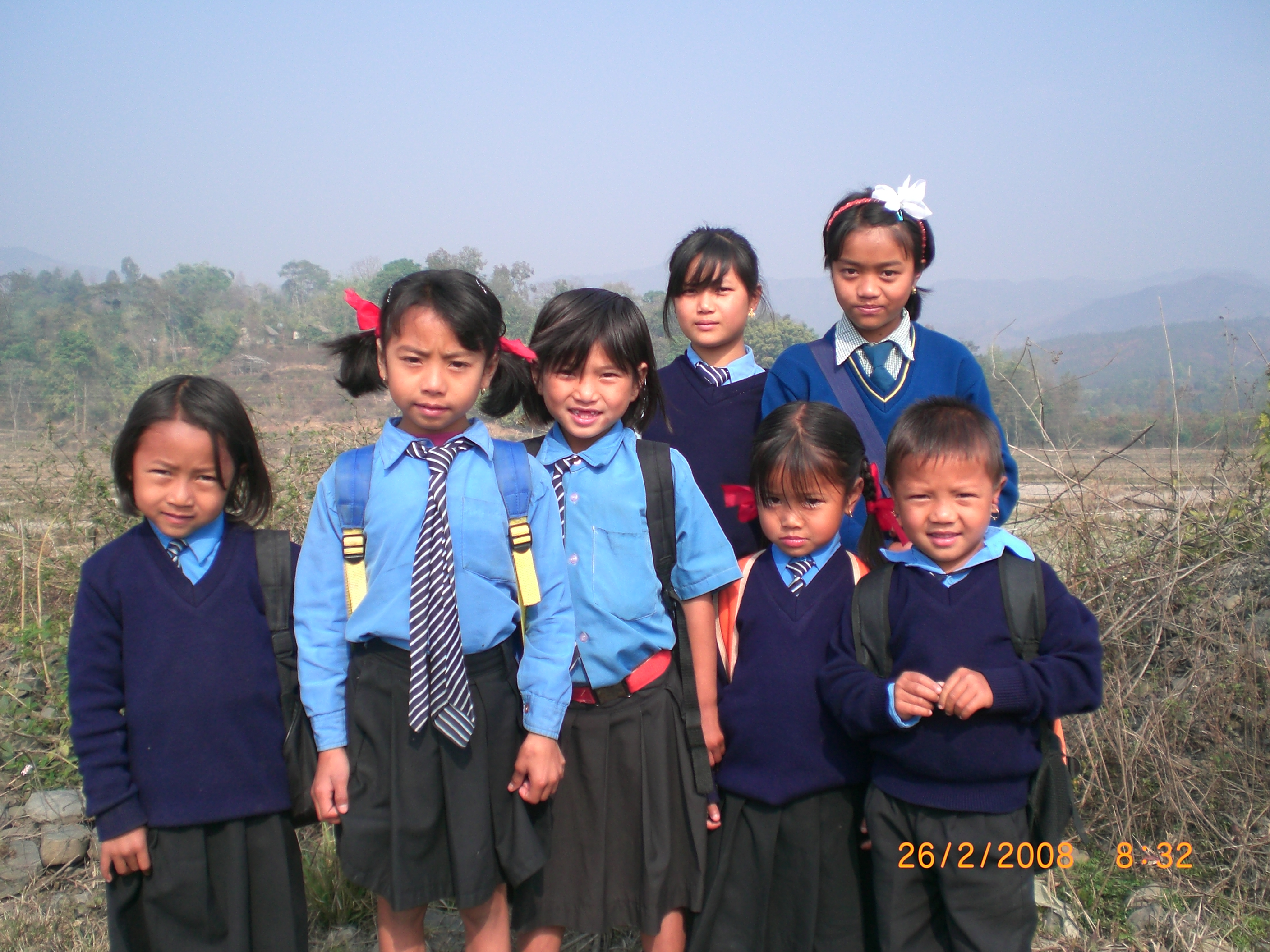
Schulkinder in Longa Koireng

Nach der nationalen Volkszählung 2011 gab es 2.721.756 Einwohner. Damit gehört Manipur zu den kleineren Bundesstaaten Indiens. Die Bevölkerungsentwicklung ist ansteigend: Zwischen 2001 und 2011 nahm die Einwohnerzahl um 18,7 Prozent zu. Die Wachstumsrate liegt damit etwas über dem Durchschnitt Indiens von 17,6 Prozent im Vergleichszeitraum. Im 110-Jahres-Zeitraum 1901 bis 2011 hat sich die Bevölkerungszahl Manipurs ungefähr verzehnfacht. Die Bevölkerungsdichte betrug im Jahr 2011 122 Einwohner pro Quadratkilometer und lag damit deutlich unter dem gesamtindischen Durchschnitt von 382 Einwohnern pro Quadratkilometer. Die Bevölkerung ist dabei sehr ungleich verteilt: 60 Prozent der Einwohner Manipurs leben in dem dicht besiedelten Imphal-Tal, das nur 10 Prozent der Fläche einnimmt, während die Bergregionen nur dünn besiedelt sind. 30,2 Prozent der Einwohner leben in Städten. Der Urbanisierungsgrad entspricht damit dem Landesdurchschnitt von 31,2 Prozent. Die Alphabetisierungsquote in Manipur liegt mit 79,9 Prozent über dem Mittelwert Indiens (74,0 Prozent).
Das Mehrheitsvolk sind die Meitei oder Manipuri, die im Tal siedeln. Wie die meisten übrigen Ethnien Nordostindiens sprechen sie eine tibetobirmanische Sprache, sie stehen kulturell aber der indischen Mehrheitsgesellschaft näher. Die Bergregionen Manipurs werden dagegen von Volksgruppen besiedelt, die von den indischen Behörden zu den „registrierten Stammesvölkern“ (scheduled tribes) gezählt werden. Nach der Volkszählung 2001 beträgt ihr Bevölkerungsanteil 34,2 Prozent. Im Norden leben die Naga, im Süden die Kuki, die sich jeweils auf eine Reihe verschiedener Stämme aufteilen. Es bestehen beträchtliche Spannungen zwischen den Meitei und den Bergvölkern: Die Naga und Kuki sehen sich durch die Meitei-Mehrheit benachteiligt, während die Meitei beklagen, dass die Naga und Kuki durch die besonderen Rechte, die ihnen als scheduled tribes nach der indischen Verfassung zukommen, bevorteilt werden.

### Sprachen
Hauptsprache Manipurs ist die vom Mehrheitsvolk der Meitei gesprochene Sprache Meitei oder Manipuri. Nach der Volkszählung 2001 wird Meitei von 60,7 Prozent der Bevölkerung als Muttersprache gesprochen und unter den Völkern Manipurs als Lingua Franca benutzt. Das Meitei dient als Amtssprache des Bundesstaates und ist auf überregionaler Ebene als eine von 22 Verfassungssprache Indiens (scheduled languages) anerkannt. Das Meitei gehört zur tibetobirmanischen Sprachfamilie und wird in bengalischer Schrift geschrieben. Früher wurde eine eigene Schrift, Meitei Mayek, benutzt, die heute nicht mehr gebräuchlich ist. Es gibt aber Bestrebungen zur Wiedereinführung.
Die Bergvölker Manipurs sprechen eine Vielzahl kleinerer tibetobirmanischer Sprachen, deren Namen meist mit denen der entsprechenden Stämme identisch sind. Nach der Volkszählung 2001 gibt es in Manipur neben dem Meitei zehn weitere tibetobirmanische Sprachen, deren Sprecher mindestens ein Prozent der Bevölkerung ausmachen. Diese sind (in Größenordnung) Thado, Tangkhul, Kabui, Paite, Hmar, Vaiphei, Liangmei, Anal, Maring und Zou.
Unter der aus anderen Teilen Indiens eingewanderten Bevölkerung sind die indoarischen Sprachen Nepali (2,2 Prozent), Bengali (1,3 Prozent) und Hindi (1,2 Prozent) verbreitet.

### Religionen

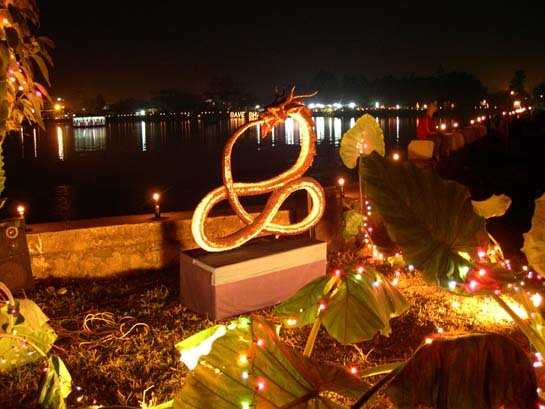
Schrein für den Sanamahi-Gott Pakhangba

Nach der Volkszählung 2011 stellen Hindus und Christen jeweils 41 Prozent der Bevölkerung Manipurs. Daneben gibt es eine muslimische Minderheit von 8 Prozent. Ebenfalls 8 Prozent der Bevölkerung werden in den Volkszählungsstatistiken unter „übrige Religionen“ verzeichnet.
In religiöser Hinsicht zeigt sich eine klare Zweiteilung zwischen den Meitei im Manipur-Tal und den Stammesvölkern in den Bergregionen. Die meisten Meitei praktizieren einen vishnuitischen Hinduismus, der mit Elementen der vorhinduistischen Religion vermischt ist. Der Vishnuismus wurde durch König Garib Niwas (1708–48) als Staatsreligion eingeführt. In jüngerer Zeit gibt es Bestrebungen, den als Sanamahismus bezeichneten vorhinduistischen Glauben als eigene Religion wiederzubeleben. In amtlichen Statistiken wird der Sanamahismus nicht separat gezählt, was den großen Anteil von „übrigen Religionen“ in den Volkszählungsergebnissen erklärt. Ein signifikanter Anteil der Meitei bekennt sich auch zum Islam.
Die Bergvölker Manipurs sind ganz überwiegend Christen. Nach der Volkszählung 2001 beträgt der christliche Bevölkerungsanteil unter den scheduled tribes 96,8 Prozent. Wie in den Nachbarbundesstaaten wurde die Stammesbevölkerung Manipurs ab dem späten 19. Jahrhundert von amerikanischen Missionaren christianisiert. In der ersten Jahreshälfte 2023 wurden bei Unruhen wegen Landrechten zwischen den mehrheitlich hinduistischen Meitei und den mehrheitlich christlichen Kuki 300 Kirchen in Brand gesetzt, 100 Menschen getötet und 250 verletzt.
Unter der Stammesbevölkerung Manipurs und des Nachbarbundesstaats Mizoram gibt es insgesamt rund 7.200 sogenannte Bnei Menashe, die sich selbst als Juden identifizieren und sich als Abkömmlinge des biblischen Stammes Manasse sehen. Rund 1.700 Bnei Menashe sind bereits nach Israel ausgewandert, mittlerweile hat die israelische Regierung die Auswanderung (Alija) der restlichen Bnei Menashe in die Wege geleitet.

## Geschichte

### Vom Fürstentum zum indischen Bundesstaat

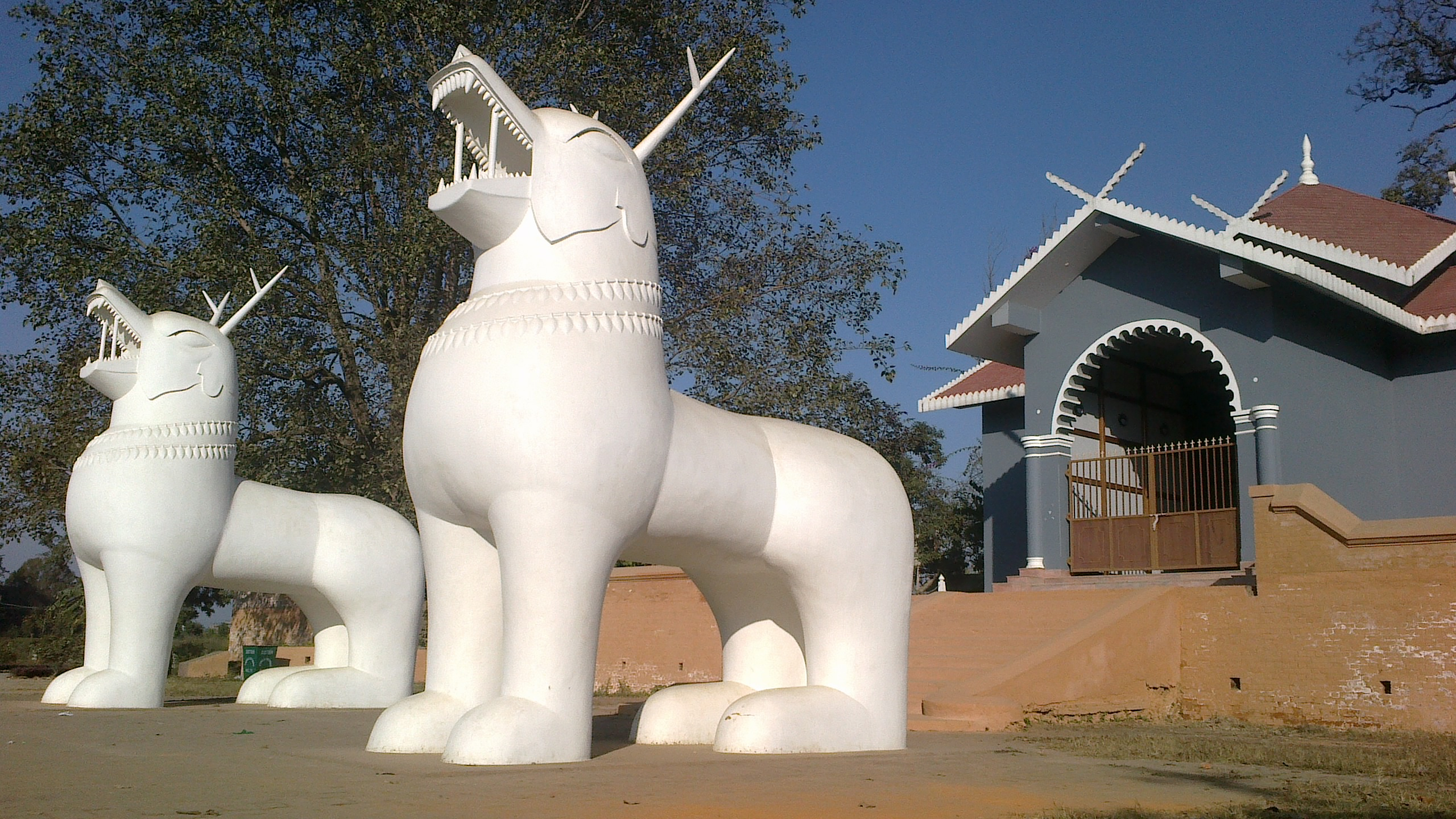
Kangla-Sa, ein mythisches Drachenwesen mit Hirschgeweih ist Wappentier von Manipur. Die beiden 2011 errichteten Statuen nahe dem Kangla Fort in Imphal sind moderne Repliken der Originale, die in der britischen Kolonialzeit 1891 zerstört wurden

Das Naga-Fürstentum mit der Hauptstadt Imphal besteht der Sage nach seit 35 n. Chr. Die heutige Dynastie regierte seit 1714, als der Raja Panheiba zum Hinduismus übertrat und den Namen Gharib Nawat annahm. Sein Nachfolger Jai Singh verbündete sich 1762 mit dem Briten. 1824 bis 1826 litt Manipur unter dem Ersten Anglo-Birmanischen Krieg und wurde dabei weitgehend entvölkert (siehe Geschichte Myanmars). Für an Birma abgetretenes Land sowie die Aufstellung von Grenzposten erhielt der Radscha von Manipur eine jährliche Entschädigung. 1891 kam es zu einem kurzen kriegerischen Konflikt zwischen der britisch-indischen Kolonialmacht und Manipur, der mit dem Verlust der Souveränität endete. Der regierende Radscha Churachandra Singh (1891–1941) wurde zwar formal zum Maharadscha erhoben, musste aber die britische Oberhoheit anerkennen und wurde dem Gouverneur von Assam unterstellt. Manipur wurde damit ein Fürstenstaat in Britisch-Indien. In den folgenden Jahrzehnten kam es wiederholt zu Unruhen und zur Entwicklung von Widerstandsbewegungen gegen die Kolonialmacht (Erster Nupi Lan 1904, Kuki-Aufstand 1917–1919, Jadonang-Bewegung 1930–32, Zweiter Nupi Lan 1939).
Im Zweiten Weltkrieg wurde Manipur während der japanischen Besetzung Birmas  (1942–1945) zeitweilig zum Frontgebiet.
Nachdem Großbritannien Indien 1947 in die Unabhängigkeit entlassen hatte (siehe Geschichte Indiens), wurde Manipur zunächst unabhängig. Am 21. September 1949 unterschrieb der Maharadscha Bodhachandra Singh (1941–49) den Vertrag über den Anschluss an Indien, der am 15. Oktober 1949 in Kraft trat. Nach der indischen Verfassung vom 26. Januar 1950 wurde Manipur ein Staat der Kategorie C, der von einem von der Zentralregierung ernannten Chief Commissioner regiert wurde. Von nicht wenigen Bewohnern Manipurs wurde diese Entwicklung als ein Rückschritt und nicht demokratisch legitimierter Akt gesehen, zumal die erst 1948 eingerichtete gewählte Volksvertretung wieder aufgelöst wurde. Ab dem 6. Mai 1953 stand dem Chief Commissioner ein Beratergremium (Council of Advisors), das sich aus fünf Mitgliedern (drei aus dem Tal und zwei aus dem Bergland) zusammensetzte, zur Seite. Mit der Reorganisation der Bundesstaaten im States Reorganisation Act 1956 wurde Manipur ein Unionsterritorium und erhielt 1957 einen Territorial Council („Territorial-Rat“), der aus 30 gewählten und zwei vom Staatspräsidenten ernannten Mitgliedern bestand. Im Juni 1963 wurde der Legislativ-Rat in eine territoriale Legislativ-Versammlung umgewandelt, die sich aus 30 gewählten und 2 nominierten Mitgliedern zusammensetzte und am 23. Juli 1963 ihre Arbeit aufnahm. Am 21. Januar 1972 erhielt Manipur den Status eines Bundesstaats mit vollen Rechten.

### Sozialrevolutionäre und separatistische Bewegungen, Sicherheitslage
Ab Mitte der 1960er Jahre waren mehrere sozialrevolutionäre Gruppen in Manipur aktiv, so unter anderem die United National Liberation Front (UNLF), die das Ziel der Errichtung einer sozialistischen Gesellschaftsordnung in Manipur proklamierten.

Todesopfer durch Aufstands- und Terroraktivitäten in Manipur in den Jahren 1992–2016

Im Bundesstaat kämpfen außerdem Separatisten, die der Ethnie der Naga angehören, für die Unabhängigkeit bzw. den Anschluss an das benachbarte Nagaland. Die Naga-Separatisten sind vor allem in den vier Distrikten Ukhrul, Senapati, Tamenglong und Chandel aktiv. Die Nagas sind durch ihre Gebietsforderungen vor allem mit den Kukis in Konflikt geraten, die für ihre Volksgruppe Anspruch auf dieselben Gebiete erheben. In den Jahren 1992 bis 2010 kamen bei terroristischen Aktionen (z. B. Bombenanschlägen) und entsprechenden Gegenaktionen von Armee- und Polizeikräften jedes Jahr mehrere Hundert Personen ums Leben. Seit 2011 hat die Gewalt abgenommen. Im Jahr 2016 starben 33 Personen im Rahmen terroristischer Akte. Am 3. August 2015 unterzeichneten Vertreter der indischen Regierung nach jahrelangen Verhandlungen ein Friedensabkommen mit Vertretern der Naga-Rebellenorganisation National Socialist Council of Nagalim-Isak-Muivah (NSCN(IM)). Die NSCN(IM) erklärte sich darin bereit, ihre Forderungen nach der Unabhängigkeit der Naga-Gebiete aufzugeben. Für die geschätzt etwa 4000 bewaffneten Naga-Aktivisten wurde eine Wiedereingliederung in die zivile Gesellschaft vereinbart. Die von Naga besiedelten Gebiete sollten im Gegenzug eine verstärkte Autonomie erhalten. Die Details des Abkommens sind bisher noch nicht vollständig ausgearbeitet bzw. umgesetzt.
Im Kampf gegen separatistische Umtriebe und Anschläge im Nordosten Indiens wurden den Polizei- und Armeeeinheiten durch den Armed Forces Special Powers (Assam and Manipur) Act, der schon 1958 unter der Regierung Jawaharlal Nehrus in Kraft gesetzt wurde, große Kompetenzen eingeräumt. Dies führte nach Ansicht von Menschenrechtsaktivisten zu einer größeren Zahl an gezielten außergesetzlichen Tötungen von vermeintlichen Terroristen durch die Sicherheitskräfte. Angehörige von Personen, die bei solchen Anti-Terror-Aktionen der Sicherheitskräfte ums Leben gekommen waren, organisierten sich in der Vereinigung ‚Extra Judicial Execution Victim Families Association‘ (EEVFAM, „Vereinigung der Familien von Opfern außergesetzlicher Exekutionen“). Diese Vereinigung reichte im Jahr 2012 beim Obersten Gericht Indiens eine Petition ein, in der eine detaillierte Untersuchung der dokumentierten Tötungen von insgesamt 1.528 Personen bei vorgetäuschten Auseinandersetzungen (fake encounters) gefordert wurde. Am 8. Juli 2016 urteilte der Supreme Court, dass die mehr als 1.500 Fälle mutmaßlicher ungesetzlicher Tötungen untersucht und dass den Kompetenzen der Sicherheitskräfte Grenzen gesetzt werden müssten. Die Probleme von Unruhegebieten könnten nicht dadurch gelöst werden, dass hier die Armee und Polizei für quasi unbegrenzte Zeit die Macht ausübten. Das Urteil stieß einerseits auf Kritik von Vertretern der Sicherheitskräfte, andererseits wurde es von Menschenrechtsaktivisten begrüßt und auch als Signal für andere Unruhegebiete Indiens (beispielsweise Jammu und Kashmir) gesehen.
Im Mai 2023 kam es nach einem Urteil des Manipur High Courts, des oberste Gericht des Bundesstaats, zu tagelangen gewalttätigen ethnischen Auseinandersetzungen. Das Obergericht hatte entschieden, dass die Regierung des Bundesstaats bis zum 29. Mai 2023 einen Antrag an das indische Ministerium für Angelegenheiten der indigenen Völker richten sollte, dass die Ethnie der hinduistischen Gemeinschaft der Meitei als scheduled tribe (ST), d. h. als registriertes indigenes Volk anerkannt werden sollte. Mit einer solchen Anerkennung sind bestimmte Privilegien (Stellenreservierungen im Staatsdienst, Reservierungen von Studienplätzen etc.) verbunden. Daraufhin kam es zu Protesten von Tausenden Demonstranten, vor allem Angehörigen der christlichen Nagas and Kukis, die rund 40 % der Bevölkerung ausmachen, in ganz Manipur, die an einem Tribal Solidarity March teilnahmen. Mit der Gewährung des Status eines ST würden die privilegierten Meitei auch die zusätzliche Quote von 7,5 % für Regierungsstellen erhalten und die christliche Gemeinschaft nur weiter schwächen. Die Proteste der christlichen Minderheiten richteten sich auch gegen die von der Regierung Manipurs betriebene Vertreibung von nach Ansicht der Regierung illegalen Siedlern der Naga und Kukis in den staatlichen Wäldern und Naturschutzgebieten Manipurs. Die Gewalt flammte in Imphal City, der Hauptstadt von Manipur, so schnell auf, dass Meitei scheinbar systematisch und schnell eine Kirche nach der anderen zerstörten und niederbrannten. Bis heute wurden 237 Kirchen verbrannt, abgerissen oder geplündert. Über 140 Dörfer wurden zerstört und rund 50.000 Christen vertrieben. Bis zum 7. Mai 2023 wurden nach örtlichen Angaben mehr als 98 Todesopfer bei den Unruhen gezählt. Am 4. Mai 2023 wurde eine teilweise Ausgangssperre in den Unruhegebieten verhängt, der Internetzugang eingeschränkt, und Armeeeinheiten wurden nach Manipur verlegt. Mehr als 10.000 Personen wurden evakuiert. Bis 2024 wurden mindestens 226 Tote, über 1.500 Verletzte und mehr als 60.000 Flüchtlinge oder Vertriebene gezählt.

## Politik

### Politisches System
Die Legislative des Bundesstaates Manipur besteht aus einem Einkammernparlament, der Manipur Legislative Assembly. Die 60 Abgeordneten des Parlaments werden alle fünf Jahre durch Direktwahl bestimmt. 19 Sitze sind für die „Stammesvölker“ (scheduled tribes) reserviert. Das Parlament hat seinen Sitz in Imphal. Der Chief Minister (Regierungschef) von Manipur wird vom Parlament gewählt. An der Spitze des Bundesstaats steht jedoch der vom indischen Präsidenten ernannte Gouverneur (governor). Seine Hauptaufgaben sind die Ernennung des Chief Ministers und dessen Beauftragung mit der Regierungsbildung. Der für Manipur zuständige Höchste Gerichtshof war bis zum Jahr 2012 der Gauhati High Court. Seit dem Jahr 2012 besitzt Manipur einen eigenen Manipur High Court mit Sitz in Imphal.
Manipur stellt zwei Abgeordnete in der Lok Sabha, dem Unterhaus des indischen Parlaments, und einen in der Rajya Sabha, dem indischen Oberhaus.

### Parteien
Die Politik Manipurs wurde lange von der Kongresspartei (INC) dominiert. Seitdem das zuvor von der indischen Zentralregierung verwaltete Manipur 1963 eine Selbstverwaltung erhielt, stellte die Kongresspartei die meisten Regierungen. Bei den Parlamentswahlen 2002, 2007 und 2012 errang sie die absolute Mehrheit der Parlamentssitze. Ebenfalls im Parlament Manipurs vertreten ist seit einigen Jahren die Naga People’s Front (NPF), die politische Vertretung der Naga, die ihre Basis im Nachbarbundesstaat Nagaland hat. Der amtierende Chief Minister war seit 7. März 2002 Okram Ibobi Singh. Bei der gesamtindischen Parlamentswahl 2014 konnte die Kongresspartei in Manipur dem landesweit äußerst schlechten Trend trotzen und beide Wahlkreise in dem Bundesstaat gewinnen. Bei der Parlamentswahl in Manipur 2017 erlitt sie allerdings deutliche Verluste und verlor ihre absolute Mandatsmehrheit. Die hindunationalistische Bharatiya Janata Party (BJP), die bisher im Bundesstaat kaum eine Rolle spielte (2012 gewann sie keinen einzigen Wahlkreis), konnte ihre Stimmen und Mandatsanteile deutlich steigern. Am 15. März 2017 wurde Nongthombam Biren Singh, der Kandidat der BJP, als Chief Minister vereidigt. Er stand an der Spitze einer Koalitionsregierung aus BJP und einigen kleineren Parteien. Die darauffolgende Wahl zum Parlament Manipurs am 28. Februar und 5. März 2022 wurde durch die BJP gewonnen. Die Kongresspartei erlebte einen regelrechten Absturz und gewann nur 5 der 60 Wahlkreise. Am 21. März wurde Nongthombam Biren Singh für eine zweite Amtsperiode als Chief Minister vereidigt. Nach Ausbruch der Unruhen im Mai 2023 in Manipur geriet Biren Singhs Amtsführung zunehmend in die Kritik und am 9. Februar 2023 erklärte er seinen Rücktritt. Vier Tage später wurde Manipur unter president’s rule, d. h. die direkte Kontrolle der Zentralregierung gestellt.

## Verwaltungsgliederung
Die Zahl der Distrikte Manipurs hat sich seit Einführung der Distrikteinteilung kontinuierlich vermehrt. Bis 1971 gab es nur einen Distrikt, 1971 fünf, 1981 sechs, 1991 acht und 2001 neun Distrikte. Ab dem 9. Dezember 2016 kamen sieben neue Distrikte hinzu, so dass Manipur seither in 16 Distrikte eingeteilt ist.
In der folgenden Tabelle beziehen sich Einwohnerzahlen und Bevölkerungsdichten auf die neun Distrikte zur Zeit der Volkszählung 2011. Nur die beiden Distrikte Imphal West und Bishnupur blieben bei der Neugliederung 2016 in ihren Grenzen unverändert. Für die 2016 neu geschaffenen Distrikte liegen bisher keine offiziellen Zahlen vor.

Karte der 9 Distrikte von Manipur im Jahr 2011

| Distrikt      | Verwaltungssitz | Fläche (2011) | Einwohner (2011) | Bev.- dichte | Anmerkungen                       |
| ------------- | --------------- | ------------- | ---------------- | ------------ | --------------------------------- |
| Bishnupur     | Bishnupur       | 496 km²       | 240.363          | 485 Ew./km²  |                                   |
| Chandel       | Chandel         | 3.349 km²     | 144.028          | 43 Ew./km²   | in den Grenzen von 2011           |
| Churachandpur | Churachandpur   | 4.598 km²     | 271.274          | 59 Ew./km²   | in den Grenzen von 2011           |
| Imphal East   | Porompat        | 708 km²       | 452.661          | 639 Ew./km²  | in den Grenzen von 2011           |
| Imphal West   | Lamphelpat      | 519 km²       | 514.683          | 992 Ew./km²  |                                   |
| Senapati      | Senapati        | 3.257 km²     | 354.972          | 109 Ew./km²  | in den Grenzen von 2011           |
| Tamenglong    | Tamenglong      | 4.379 km²     | 140.143          | 32 Ew./km²   | in den Grenzen von 2011           |
| Thoubal       | Thoubal         | 514 km²       | 420.517          | 818 Ew./km²  | in den Grenzen von 2011           |
| Ukhrul        | Ukhrul          | 4.578 km²     | 183.115          | 40 Ew./km²   | in den Grenzen von 2011           |
| Jiribam       | Jiribam         |               |                  |              | 2016 von Imphal East abgetrennt   |
| Pherzawl      | Pherzawl        |               |                  |              | 2016 von Churachandpur abgetrennt |
| Tengnoupal    | Tengnoupal      |               |                  |              | 2016 von Chandel abgetrennt       |
| Kamjong       | Kamjong         |               |                  |              | 2016 von Ukhrul abgetrennt        |
| Kangpokpi     | Kangpokpi       |               |                  |              | 2016 von Senapati abgetrennt      |
| Noney         | Noney           |               |                  |              | 2016 von Tamenglong abgetrennt    |
| Kakching      | Kakching        |               |                  |              | 2016 von Thoubal abgetrennt       |

## Wirtschaft

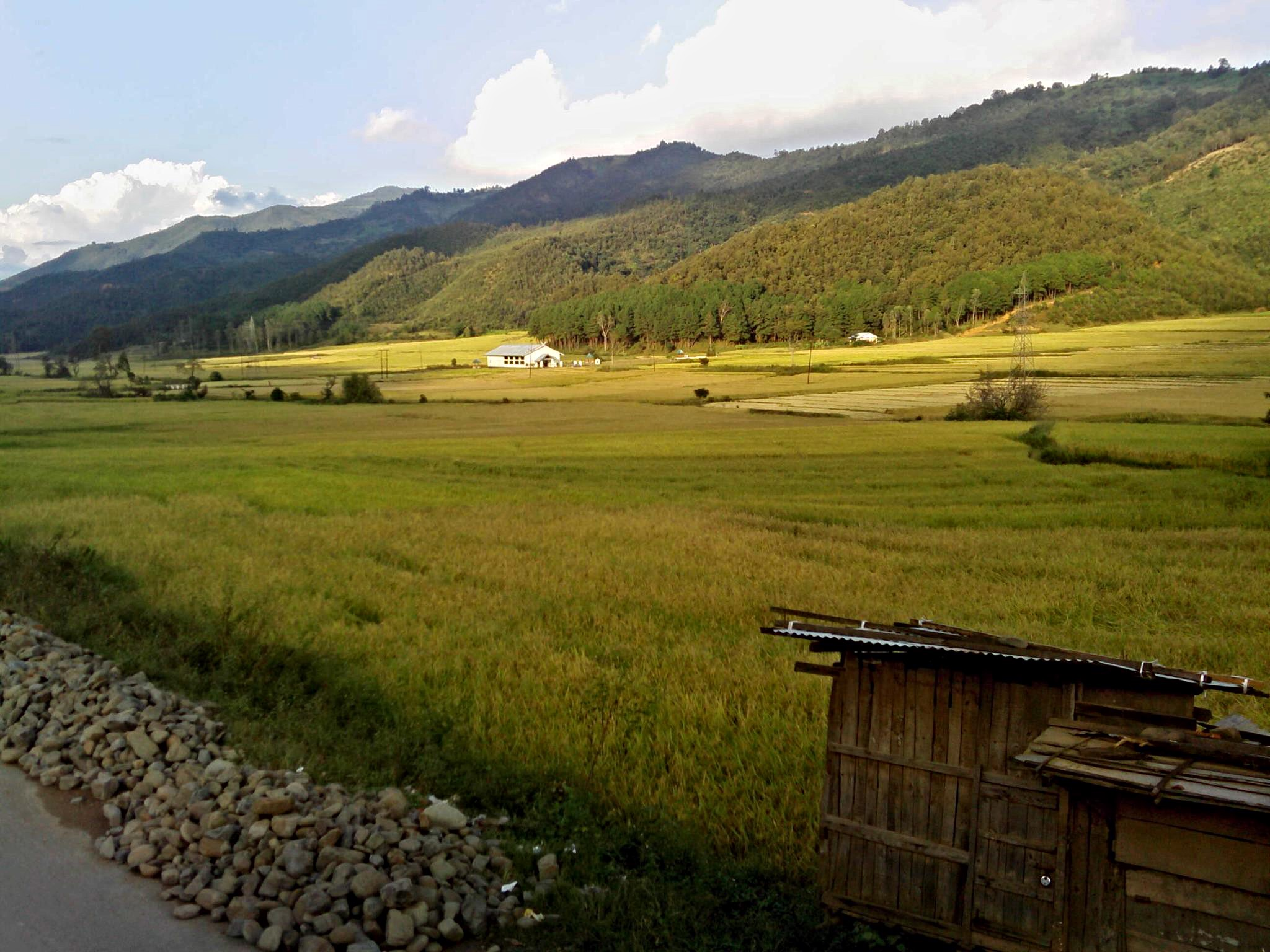
Reisfelder im Distrikt Senapati

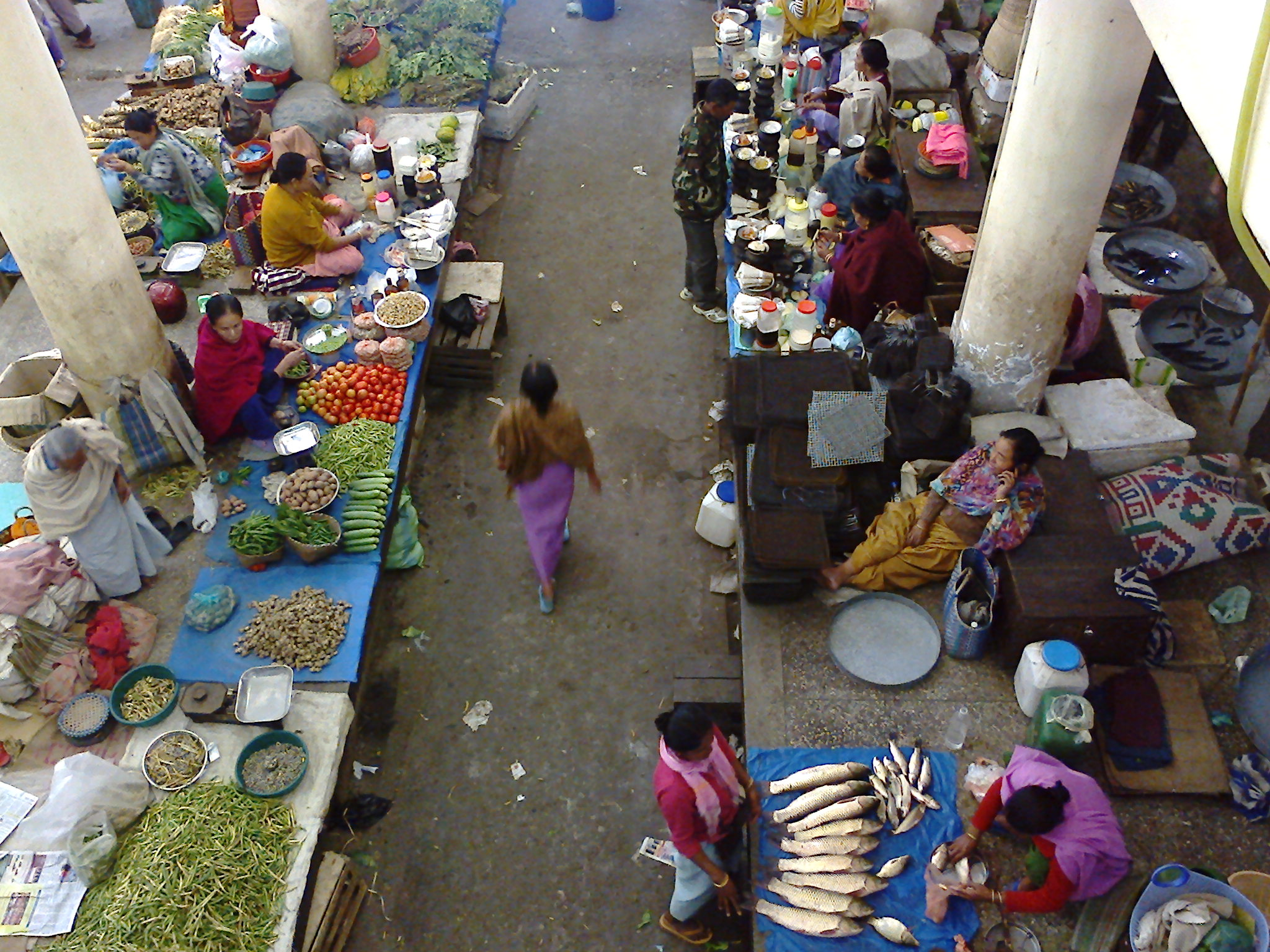
Markt in Imphal

Die Wirtschaft Manipurs ist immer noch stark von der Landwirtschaft geprägt. Im Jahr 2011 waren knapp 53 % der arbeitenden Bevölkerung im Primärsektor beschäftigt. Aufgrund bisher ungenügender Bewässerungssysteme ist diese stark vom rechtzeitigen Eintreten der Regenzeit abhängig. Dies führt in trockeneren Jahren, wie z. B. 2014 zu erheblichen Ernteausfällen. Die Landwirtschaft wird oft als Subsistenzwirtschaft betrieben. Traditionell wurde im Bergland die Brandrodungswirtschaft (Jhum) betrieben, bei der ein Stück Wald abgebrannt und nach einigen Jahren der Nutzung wieder verlassen wurde. In den Jahren 2005 bis 2011 hatten mehr als drei Viertel aller bäuerlichen Betriebe eine landwirtschaftlich genutzte Fläche von weniger als einem Hektar (ha). Betriebe über 10 Hektar Nutzfläche waren eine Rarität. Exakte Zahlen zur Landnutzung in Manipur existieren nicht, da für die Bergdistrikte bisher kein Kataster existiert. Die relative landwirtschaftliche Nutzfläche (einschließlich Wald) war 2015–16 mit ungefähr 50 Prozent am höchsten in den Distrikten Imphal West, Imphal East und Bishnupur, mit etwa 40 Prozent etwas geringer in den Distrikten Tamenglong und Churachandpur und mit 20 bis 25 Prozent am geringsten in den Distrikten Chandel, Ukhrul und Senapati. Auf den 204,19 Tausend Hektar landwirtschaftlicher Nutzfläche fand auf 83,39 Tausend Hektar mehr als eine Aussaat pro Jahr statt. Die hauptsächlich angebaute Nutzpflanze war der Reis (im Jahr 2014/16 auf 178.000 ha, Ernte 482.000 t). Dem Anbau von Kulturpflanzen, wie der Weißen Maulbeere (Kabrangchak auf Manipuri, eine traditionelle Medizinalpflanze), Ölsaaten und Zuckerrohr wird zwar gesamtwirtschaftliche Bedeutung beigemessen, jedoch macht dieser bisher nur einen geringen Anteil von jeweils weniger als 1000 Hektar Anbaufläche aus. Die quantitativ bedeutsamsten Obst- und Gemüsepflanzen waren 2014/15 (mit Anbaufläche in 1000 ha): Arum (7,5), Kohl (5,5), Bananen (4,1), Kartoffeln (3,7), Erbsen (2,6) und Blumenkohl (1,7).
Die Nutztierhaltung war nach offiziellen statistischen Angaben in den Jahren 2003 bis 2012 zahlenmäßig rückläufig. Hauptsächlich werden Rinder (2003: 418.003, 2012: 263.840), Schweine (2003: 414.530, 2012: 277.020) und Geflügel (2003: 2.940.670, 2012: 2.499.520) gehalten. Durch die Regierung Manipurs wird die Fischzucht gefördert (Produktion 2001/02: 16.450 t, 2015/16: 31.997 t). Diese fand ganz überwiegend im Distrikt Bishnupur statt (Erhebung von 2007). Die Serikultur ist stark im Ansteigen (2015/16: Produktion von 518 t Rohseide).
Die Industrie Manipurs ist vorwiegend auf die Verarbeitung landwirtschaftlicher Produkte beschränkt. Von den im Jahr 2015 statistisch erfassten 1089 Industriebetrieben (Fabriken) waren beispielhaft 691 Reismühlen. Die Geological Survey of India (GSI) hatte eine systematische Bestandaufnahme in den drei Distrikten Ukhrul, Churachandpur und Chandel unternommen und dort Lagerstätten von Kalkstein, Asbest, Chromit, Kupfer, Nickel, Braunkohle u. a. gefunden. Ob diese Vorkommen abbauwürdig sind, wird geprüft.
Die Zahl der Kraftfahrzeuge hat sich im Zeitraum zwischen 2002/03 und 2013/14 von 96.626 auf 265.544 mehr als verdoppelt. Mit etwa einem Kraftfahrzeug auf etwa 10 Einwohner (2013/14) ist der Motorisierungsgrad gemessen an europäischen Verhältnissen immer noch gering.

Anteil der Waldfläche nach Distrikten (2014/15)

Nach Angaben der forstwirtschaftlichen Behörden Manipurs betrug die gesamte Waldfläche Manipurs 17.418 km², wovon 4171 km² einen Schutzstatus aufwiesen. Die Waldfläche ist dabei sehr ungleich verteilt. Den geringsten Waldanteil hatten 2013/14 die Distrikte Bishnupur (3,0 %), Thoubal (6,0 %) und Imphal West (13,1 %). Die Waldnutzung besteht aus der Gewinnung von Brennholz, Bauholz und Edelhölzern (Teak). Der volkswirtschaftliche Beitrag der Forstwirtschaft ist, obwohl etwa drei Viertel der Landesfläche mit Wald bedeckt sind, relativ gering, da die Regierung Manipurs aus Gründen der Nachhaltigkeit und Ökologie bewusst eine Politik der Konservierung der Waldressourcen und Beschränkung der Waldnutzung betreibt.
Neben der immer noch ungenügenden Infrastruktur bilden nach Ansicht von Wirtschaftsexperten vor allem die schwelenden und immer wieder aufflammenden ethnischen Konflikte in Manipur ein gravierendes Hindernis für verstärktes Wirtschaftswachstum.